# Act Three
Act Three foi o terceiro e último álbum de estúdio da banda britânica G4. Foi lançado em 2006 pela Sony BMG.[carece de fontes?]

## Faixas[carecede fontes?]
1. Volare
2. Somebody To Love
3. Danny Boy
4. O Sole Mio
5. Amazing Grace
6. No Matter What (featuring Stephen Gately)
7. I Don't Like Mondays
8. Crazy
9. Cavatina
10. Toreador
11. Old and Wise
12. We'll Meet Again
13. Silent Night